# Ольховка (Куюргазинський район)
Ольхо́вка (рос. Ольховка, башк. Ольховка) — хутір у складі Куюргазинського району Башкортостану, Росія. Входить до складу Отрадинської сільської ради.
Населення — 16 осіб (2010; 27 в 2002).
Національний склад:
- росіяни — 30%
- татари — 26%
- чуваші — 26%